# Покарання (фільм)
«Покарання» (англ. Detention) — американський комедійний науково-фантастичний фільм жахів. Світова прем'єра стрічки відбулась на
кінофестивалі South by Southwest.

## Сюжет
Райлі Джонс ненавидить своє життя, кожен її день сповнений невдачами. Дівчина запізнюється до школи, бо батько п'яний, на шляху до неї в Райлі віднімають старенький плеєр, а її поява в школі залишається непоміченою. Школярка дуже закохана в поганого хлопця і скейтбордиста Клептона Девіса, але він не звертає на дівчину увагу, фліртує з чірлідеркою Айон. Останньою краплею її невдач став виступ на дебатах, аргументи репера були переконливіші за судження Джонс щодо веганського способу життя. Від відчаю Райлі вирішує покінчити життя самогубством. Голова дівчини вже була в петлі. Поряд з нею з'являється серійний вбивця і заважає їй вбити себе. Проте помирає красуня Тейлор Фішер, яку було вбито у власному ліжку. Райлі, Клептон і кілька інших учнів беруться розслідувати справу.

## У ролях
| Актор               | Роль                       |
| ------------------- | -------------------------- |
| Джош Гатчерсон      | Клептон Девіс              |
| Шанлі Касвелл       | Райлі Джонс                |
| Спенсер Лок         | Айон Фостер / Слоан Фостер |
| Аарон Девід Джонсон | Сандер Сандерсон           |
| Волтер Перес        | Елліот Фінк                |
| Дейн Кук            | Карл Верже                 |
| Рон Джеремі         | Красиве Чудовисько         |
| Тіффані Бун         | Мімі                       |
| Елісон Вудс         | Тейлор Фішер               |

## Створення фільму

### Виробництво
Зйомки фільму проходили в Лос-Анджелесі, США.

### Знімальна група
- Кінорежисер — Джозеф Кан
- Сценаристи — Джозеф Кан, Марк Палермо
- Кінопродюсери — Мері Енн Танедо, Річард Вігер
- Композитори — Брейн Мантія, Мелісса Ріс
- Кінооператор — Крістофер Пробст
- Кіномонтаж — Девід Блекберн
- Художник-постановник — Марселль Грейвел
- Артдиректор — Девід Джон Хоффман
- Художник-декоратор — Бретт Гесс
- Художник-костюмер — Кім Бовен
- Підбір акторів — Джуді Кук[2]

## Сприйняття

### Критика
Фільм отримав переважно негативні відгуки. На сайті Rotten Tomatoes оцінка стрічки становить 40 % на основі 42 відгуки від критиків (середня оцінка 4,8/10) і 46 % від глядачів із середньою оцінкою 3,0/5 (11 340 голосів). Фільму зарахований «гнилий помідор» від кінокритиків та «розсипаний попкорн» від глядачів, Internet Movie Database — 5,8/10 (13 898 голосів), Metacritic — 45/100 (14 відгуків критиків) і 6,3/10 (30 відгуків від глядачів).

### Номінації та нагороди
| Нагороди та номінації фільму «Покарання» | Нагороди та номінації фільму «Покарання» | Нагороди та номінації фільму «Покарання» | Нагороди та номінації фільму «Покарання» | Нагороди та номінації фільму «Покарання» | Нагороди та номінації фільму «Покарання» |
| Рік                                      | Кінофестиваль/кінопремія                 | Категорія/нагорода                       | Номінант                                 | Результат                                |                                          |
| ---------------------------------------- | ---------------------------------------- | ---------------------------------------- | ---------------------------------------- | ---------------------------------------- | ---------------------------------------- |
| 2011                                     | South by Southwest                       | Нагорода глядачів                        | Джозеф Кан                               | Номінація                                |                                          |
| 2012                                     | Fright Meter                             | Найкращий фільм жахів                    | «Покарання»                              | Номінація                                |                                          |
| 2012                                     | Fright Meter                             | Найкращий режисер                        | Джозеф Кан                               | Номінація                                |                                          |
| 2012                                     | Fright Meter                             | Найкращий сценарій                       | Джозеф Кан, Марк Палермо                 | Номінація                                |                                          |